# ティエ
ティエ （Thiais）は、フランス、イル＝ド＝フランス地域圏、ヴァル＝ド＝マルヌ県のコミューン。コミューン内には、103ヘクタールの面積をもつティエ墓地（fr）がある。

## 地理・交通
パリの南南東7マイル地点に位置する。ティエには、非常に重要な高速道路でパリ第2のペリフェリックの役割を担うA86、パリ＝リヨン間を結ぶA6の交差地点がある。N7がコミューンの西境を通る。コミューンの南西には、RER C線のポン・ド・ランジス＝アエロポール・ドルリー駅があるが、ティエ住民の大半は住宅地に近いショワジー＝ル＝ロワ駅を利用している。

## 由来
ティエの名はゲルマン語の人名をラテン語化した、テオダクシウム（Theodaxium）から派生した。説頭辞のTheod-は、サン＝ジェルマン＝デ＝プレ修道院の祭壇画に記されている。しかしこれはおそらく、フランク人の領域にテオダクシウムができた年代を表している。8世紀に書かれたプイエ（fr、教会が税の徴収や評価について記した記録文書）では、町はTièsと記された。その後にはTudaiſeと呼ばれた。1626年に印刷されたプイエにおいてはTheodoſeの名となり、1648年にはThiarsとなった。1692年、ある毛皮商人はThyaisと記した。

## 歴史

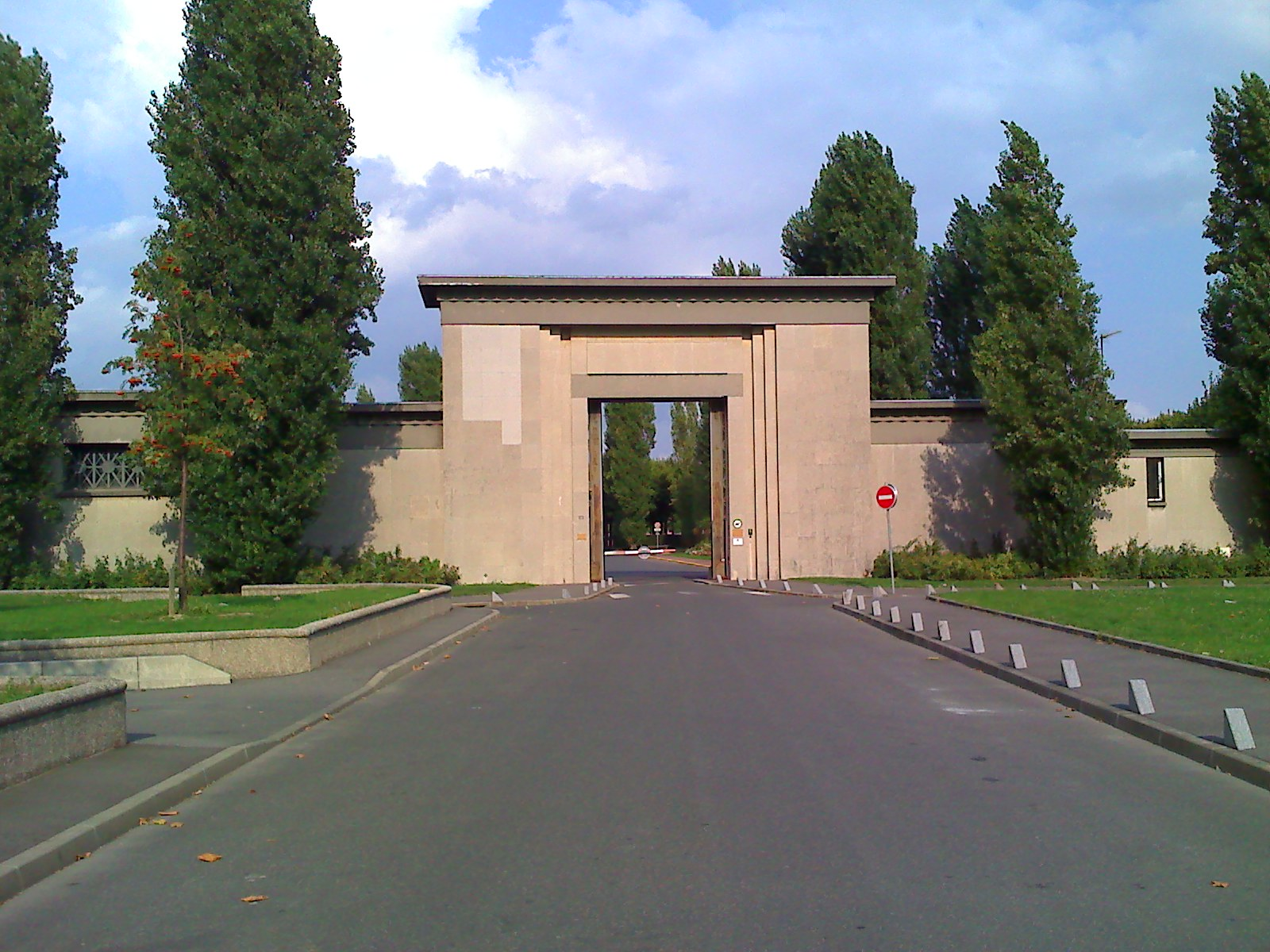
墓地の入り口

5世紀から、一帯はサン＝ジェルマン＝デ＝プレ修道院の領地だった。9世紀には村の存在が知られるようになった。サン＝ジェルマン＝デ＝プレ修道院はそこに143エーカーのブドウ畑を所有しており、1248年、1200リーヴルの支払いを条件に農奴たちを解放した。13世紀にのみカトリック教会から独立し自治を保ったが、その後は教会の所有となった。世帯は個々に農地を所有した。
1870年普仏戦争におけるパリ包囲戦では、ティエは激しい戦いの舞台となった。
1929年に設置されたティエ墓地には、アルバニア初代国王ゾグー1世、詩人パウル・ツェラン、作家ヨーゼフ・ロートが埋葬されている。

## 姉妹都市
- アインバック、ドイツ

## 出身者
- フランク・タバヌ - サッカー選手